# Saint-Jean-sur-Reyssouze
Saint-Jean-sur-Reyssouze is een gemeente in het Franse departement Ain (regio Auvergne-Rhône-Alpes) en telt 579 inwoners (1999).

## Geografie
De oppervlakte van de gemeente bedraagt 27,1 km². De geografische coördinaten zijn 46° 24′ N.B. 5° 4′ O.L.
De onderstaande kaart toont de ligging van Saint-Jean-sur-Reyssouze met de belangrijkste infrastructuur en aangrenzende gemeenten.

## Demografie
Onderstaande figuur laat het verloop van het inwonertal zien (bron: INSEE-tellingen).
Vanwege een beveiligingsprobleem met de MediaWiki Graph-software is het momenteel niet mogelijk deze grafiek weer te geven. Zodra de software is bijgewerkt zal de grafiek vanzelf weer zichtbaar worden.
1. ↑  Populations de référence 2022.